# Корнелия (станция метро)
Корнелия — станция линии А римского метрополитена. Открыта 1 января 2000 года.

## Достопримечательности
Вблизи станции расположены:
- площадь Святого Иоанна Крестителя
- площадь Ирнерио
- площадь Гиуренконсулти с пригородным автовокзалом

## Наземный транспорт
Автобусы: 46, 49, 246, 247, 446, 490, 791, 889, 892, 904, 905, 906, 907, 916, 980, 981, 983, 993.